# Lascheid (Eitorf)
Lascheid ist ein Ortsteil der Gemeinde Eitorf.

## Lage
Lascheid liegt auf der Eitorfer Schweiz. Nachbarorte sind Obenroth, Käsberg, Siebigteroth und Mierscheid.

## Einwohner
1885 hatte Lascheid zwölf Wohngebäude und 56 Einwohner. 1910 gab es die Haushalte Rottenarbeiter Wilhelm Breuer, Ackerin Witwe Peter Breuer, Ackerer Wilhelm Breuer, Ackerer Johann Fuchs, Ackerer Johann Heumann, Handelsmann Heinrich Hillesheim, Tagelöhner Matthias Klein, Hilfsbremser Peter Klein, Tagelöhner Peter Knipp, Hilfsbremser Josef Patt, Ackerer Peter Schiefen, Ackerer Peter Schmidt und Ackerer Peter Wilhelm Wagner.
1925 waren hier 15 Haushalte verzeichnet.
2014 wird die Einwohnerzahl mit 97 angegeben.